# 佐竹金次
佐竹 金次（さたけ きんじ、1903年〈明治36年〉8月13日 - 1964年〈昭和39年〉10月18日）は大日本帝国陸軍の軍人・工学者。
陸軍科学研究所、ドイツ任官を経て日本陸軍のレーダー開発に貢献した。

## 生涯
1903年（明治36年）、愛知県豊川市森町にて、父幹方、母ときの4男（8人兄弟）として生まれる。幼少期から学業に優れ、名古屋陸軍幼年学校、陸軍中央幼年学校本科を経て、1924年（大正13年）7月18日に陸軍士官学校（36期）を卒業し、同年10月25日に工兵少尉に任官、工兵第1大隊付となる。1927年（昭和2年）12月22日に陸軍砲工学校（33期）高等科を首席卒業後、更に員外学生として在学。1931年（昭和6年）3月10日に京都帝国大学電気工学科を卒業。1933年（昭和8年）8月1日には工兵大尉に進級した。
その後、任地入隊を経験し、陸軍砲工学校教官、陸軍科学研究所、ドイツ任官を経て、1938年（昭和13年）3月1日には工兵少佐に進級し、陸軍のレーダー開発に携わった。1941年（昭和16年）3月1日工兵中佐に、1944年（昭和19年）8月1日陸軍大佐に進級。
1943年ドイツからの帰国時はフランスのボルドー市潜水艦基地からルイージ・トレッリ号（潜水艦）にて出港し同年9月にシンガポール港に入港した。
戦後は沖電気株式会社にて、電子計算機による外国語翻訳プログラム作成の研究に携わった。（論文：「言語における国際性」（国際電信電話株式会社　研究所）

## 栄典
- 1924年（大正13年）12月15日 - 正八位[8]
- 1927年（昭和2年）12月28日 - 従七位[9]
- 1933年（昭和8年）2月1日 - 正七位[10]
- 1934年（昭和9年）4月29日 - 勲六等単光旭日章・昭和六年乃至九年事変従軍記章[11]
- 1938年（昭和13年）
  - 3月1日 - 従六位[12]
  - 11月5日 - 勲五等瑞宝章[13]
- 1940年（昭和15年）8月15日 - 紀元二千六百年祝典記念章[14]